# 2012年冬季青年奧林匹克運動會短道競速滑冰比賽
2012年冬季青年奧林匹克運動會短道競速滑冰比賽於2012年1月18日至1月21日在奧地利因斯布魯克Olympiahalle舉行。此次比賽共設5個小項。

## 獎牌榜
| 排名 | 国家／地区    | 金牌 | 银牌 | 铜牌 | 總數 |
| ---- | ------------- | ---- | ---- | ---- | ---- |
| 1    | 韩国（KOR）   | 4    | 2    | 0    | 6    |
| 2    | 中国（CHN）   | 0    | 2    | 2    | 4    |
| 3    | 日本（JPN）   | 0    | 0    | 1    | 1    |
| 3    | 意大利（ITA） | 0    | 0    | 1    | 1    |
| 總數 | 總數          | 4    | 4    | 4    | 12   |

## 項目

### 男子
| 項目     | 金牌                      | 金牌     | 银牌                      | 银牌     | 铜牌                 | 铜牌     |
| 500公尺  | Yoon Su-min · 韩国（KOR） | 42.417   | 林孝俊 · 韩国（KOR）      | 42.482   | 許宏志 · 中国（CHN） | 42.637   |
| 1000公尺 | 林孝俊 · 韩国（KOR）      | 1:29.284 | Yoon Su-min · 韩国（KOR） | 1:29.428 | 許宏志 · 中国（CHN） | 1:29.576 |

### 女子
| 項目     | 金牌                 | 金牌     | 银牌                 | 银牌     | 铜牌                              | 铜牌     |
| 500公尺  | 沈錫希 · 韩国（KOR） | 44.122   | 徐愛麗 · 中国（CHN） | 44.593   | Nicole Martinelli · 意大利（ITA） | 46.390   |
| 1000公尺 | 沈錫希 · 韩国（KOR） | 1:31.661 | 徐愛麗 · 中国（CHN） | 1:33.351 | 菊池純礼 · 日本（JPN）            | 1:34.254 |

### 混合
| 項目         | 金牌                                                                            | 金牌     | 银牌                                                                                  | 银牌     | 铜牌                                                                                              | 铜牌     |
| 混合團體接力 | Park Jung-hyun（韩国） · 呂修誠（中国） · 徐愛麗（中国） · Jack Burrows（英国） | 4:21.713 | 曲春雨（中国） · 許宏志（中国） · Mariya Dolgopolova（乌克兰） · Aydin Djemal（英国） | 4:24.665 | 沈錫希（韩国） · Yoann Martinez（法国） · Melanie Brantner（奥地利） · Denis Ayrapetyan（俄罗斯） | 4:26.352 |